# Vital de Castelmourou
Vital de Castelmourou, probablement de Castelmaurou, mort le 1eraoût 1410, est un prélat français du début du XVe siècle, archevêque de Toulouse.

## Biographie
Vital est prévôt de Saint-Étienne et est nommé archevêque de Toulouse de 1401 par le chapitre, mais Benoît XIII, pape d'Avignon annule la nomination et nomme Pierre Ravol, son ami, évêque de Saint-Pons-de-Thomières.
Ravol défend avec véhémence la cause de Benoît XIII, notamment auprès du pape Boniface IX à Rome. En 1406, Ravol se laisse installer à Toulouse et ses bulles sont publiées. Après la proclamation de la neutralité des deux obédiences par le roi Charles VI en 1406, Ravol est expulsé de Toulouse.
Vital de Castelmourou assiste au concile de Pise et est confirmé par Alexandre VI.